# Martinus Grov
Bertil Martinus Grov (Førde, 1974) is een voormalig Noors boogschutter.
Grov was 14 keer nationaal kampioen. Hij deed drie keer mee aan de Olympische Spelen: In Barcelona (1992) werd Gov individueel vierde. Op de Spelen in Atlanta (1996) werd hij 15e. Vier jaar later in Sydney (2000) kwam hij niet verder dan de 41e plaats.